# Eragrostis barbinodis
Eragrostis barbinodis är en gräsart som beskrevs av Eduard Hackel. Eragrostis barbinodis ingår i släktet kärleksgrässläktet, och familjen gräs. Inga underarter finns listade i Catalogue of Life.